# Комната Джейкоба
«Ко́мната Дже́йкоба» (англ. Jacob's Room) — третий роман английской писательницы Вирджинии Вулф, написанный в 1922 году. 
В центре романа стоит судьба главного героя Джейкоба Фландерса, воспринимаемого читателем через призму восприятия других героев. Книга является, главным образом, изучением характера героя, а сюжет играет второстепенную роль. Хотя роман как будто посвящен исследованию характера героя, трудно сказать, есть ли там вообще герой в традиционном смысле слова.
Ощущение пустоты и отсутствия преследует читателя, а главный герой почти не существует как таковой, а является, по сути амальгамой из восприятия и ощущений других.

## Сюжет
Действие происходит в Англии перед Первой Мировой войной и частично во время войны. Описываются детские годы героя, студенческие в Кембридже, а также путешествия героя в Италию и Грецию. Первая мировая война упоминается только между делом, в мыслях матери героя, что муж умер, а сыновья сражаются за Родину. Смерть героя нигде не упомянута, ясно только, что его друг пришёл разбирать оставшиеся в комнате Джейкоба вещи.

## Внешние ссылки
- Тексты по теме Jacob's Room в Викитеке
- Jacob's Room в проекте «Гутенберг».
- Jacob's Room free ebook in PDF, PDB and LIT formats
- Review from The Guardian
- Мария Карп. Новое зрение // Вирджиния Вулф, «Комната Джейкоба», пер. с англ. М. Карп. — СПб.: Азбука-классика, 2004. — 224 с. — 10 000 экз. — ISBN 5-352-00814-2.

## Перевод на русский
- Вирджиния Вулф. Комната Джейкоба = Jacob's Room / пер. с англ. М. П. Карп. — М.: журнал «Иностранная литература», 1991-№9.
- Вирджиния Вулф. Комната Джейкоба = Jacob's Room / пер. с англ. М. П. Карп. — 1-е изд. — СПб.: Азбука-классика, 2004. — 224 с. — 10 000 экз. — ISBN 5-352-00814-2.
- Вирджиния Вулф. Комната Джейкоба в сборнике под общим заглавием «На маяк» = Jacob's Room / пер. с англ. М. П. Карп. — 2-е изд. — СПб.: Азбука-классика, 2004. — 704 с. — 5000 экз. — ISBN 5-352-01046-5.
- Вирджиния Вулф. Комната Джейкоба = Jacob's Room / пер. с англ. М. П. Карп. — 3-е изд. — СПб.: Азбука-классика, 2012. — 224 с. — 3000 экз. — ISBN 5-7921-0325-9.